# Waterbeach
Waterbeach är en ort och civil parish i Storbritannien.   Den ligger i distriktet South Cambridgeshire i grevskapet Cambridgeshire i riksdelen England, i den sydöstra delen av landet, 90 km norr om huvudstaden London. Waterbeach ligger 10 meter över havet och antalet invånare är 4 299.
Terrängen runt Waterbeach är mycket platt, och sluttar norrut.Runt Waterbeach är det ganska tätbefolkat, med 124 invånare per kvadratkilometer. Närmaste större samhälle är Cambridge, 8,9 km sydväst om Waterbeach. Trakten runt Waterbeach består till största delen av jordbruksmark.